# Provincia de Ravena
Ravena (en italiano: provincia di Ravenna) es una provincia de la región de la Emilia-Romaña, en Italia. Su capital y ciudad más poblada es Rávena.
Tiene un área de 1858 km², y una población total de 347.849 hab. (2001). Hay 18 comuni (municipios) en la provincia (fuente: ISTAT, véase este enlace).